# Stefanos Athanasiadis
Stefanos Klaus Athanasiadis (griechisch Στέφανος Κλάους Αθανασιάδης, * 24. Dezember 1988 in Lakkoma) ist ein griechischer ehemaliger Fußballspieler.

## Karriere

### Verein
Stefanos Athanasiadis begann in seinem Geburtsort Lakkoma mit dem Fußballspiel. 1996 schloss er sich der Jugend von PAOK Thessaloniki an. Zwei Jahre später zog Athanasiadis mit seiner Familie zunächst nach Triest und spielte für kurze Zeit bei der US Triestina. Nach einem Monat in Triest ging er zu Verwandten nach Berlin. Dort absolvierte Stefanos Athanasiadis Trainingseinheiten bei Hertha BSC, ehe er unter anderem wegen Sprachproblemen im September 1998 zu PAOK Thessaloniki zurückkehrte. Im Sommer 2006 unterschrieb er dort seinen ersten Profivertrag. Am 24. Februar 2007 debütierte Athanasiadis mit PAOK Thessaloniki gegen AE Larisa in der Super League. In der Saison 2009/10 spielte Stefanos Athanasiadis auf Leihbasis für Panserraikos in der Beta Ethniki und erreichte mit seinem Leihverein über die Playoffs den Aufstieg in die Super League. Dann kehrte er zu PAOK zurück und gewann 2017 mit dem Verein den nationalen Pokal. Anschließend folgte der Wechsel zu Maccabi Haifa nach Israel. Dort blieb er eine Saison und ging dann weiter zu PAS Ioannina. Seit Oktober 2020 steht er beim Zweitligisten Apollon Larissa unter Vertrag.

### Nationalmannschaft
Athanasiadis debütierte für die A-Nationalmannschaft von Griechenland am 8. Juni 2011 in einem Freundschaftsspiel gegen Ecuador. Am 11. Oktober 2011 absolvierte Stefanos Athanasiadis in der Qualifikation zur Europameisterschaft 2012 für Griechenland gegen Georgien sein erstes A-Pflichtländerspiel. Bis zum Oktober 2015 kam er auf insgesamt zwölf Einsätze, ein Tor gelang ihm dabei nicht.